# Hartmut Collmann
Hartmut Collmann (* 1942) ist ein deutscher Neurochirurg.

## Leben
Collmann war apl. Professor an der Julius-Maximilians-Universität Würzburg. Der Schwerpunkt war die pädiatrische Neurochirurgie. 2007 wurde er emeritiert. Er befasste sich auch mit Geschichte der Neurochirurgie, unter anderem mit von den Nationalsozialisten verfolgten jüdischen Neurochirurgen (zum Beispiel Emil Heymann). Er ist Ehrenmitglied der Deutschen Gesellschaft für Neurochirurgie und verwaltet ihr geschichtliches Archiv. Er sitzt im Vorstand der Deutschen Gesellschaft für Geschichte der Nervenheilkunde. 2014 erhielt er die Fedor-Krause-Medaille.